# Antonino Fantosati
Antonino Fantosati, al secolo Antonio Sante Agostino (Trevi, 16 ottobre 1842 – Hengyang, 7 luglio 1900), è stato un vescovo cattolico e missionario italiano, dell'Ordine dei Frati Minori Riformati.
Missionario in Cina, è stato vicario apostolico dell'Hunan meridionale. È stato torturato e ucciso dai rivoltosi durante una sommossa xenofoba nell'ambito della Ribellione dei Boxer; è venerato dalla Chiesa cattolica come santo e martire.

## Biografia
Vestendo l'abito dei frati minori e cambiando il nome in quello di Antonino, compì l'anno di noviziato presso il convento di Santa Maria della Spineta, frazione di Fratta Todina.
Venne ordinato sacerdote a Carpineto Romano il 13 giugno 1865, avendo come padrino il conte Giovanni Battista Pecci, fratello del cardinale Gioacchino, ancora per alcuni anni arcivescovo di Perugia, prima di essere eletto papa con il nome di Leone XIII.
Il legame di padre Antonino Fantosati e la famiglia Pecci, compreso papa Leone XIII, rimase anche dopo la sua partenza come missionario in Cina. Dopo un colloquio con padre Bernardino da Portogruaro, ministro generale dei frati Minori, partì missionario per la Cina, una terra di una lunga tradizione di presenza francescana, come dimostra la consacrazione nel 1310 circa di Giovanni da Montecorvino come primo arcivescovo dell'attuale Pechino.
Assieme ad Antonino vi erano altri frati, tra i quali padre Elia Facchini, che moriranno martiri e verranno beatificati il 29 novembre 1946 da papa Pio XII e canonizzati da papa Giovanni Paolo II il 2 ottobre 2000. Giunto a Wuhan, capitale dell'Hupeh, vestì abiti cinesi come segno di cordialità verso le persone che avrebbe incontrato; anche il nome venne cambiato, secondo la lingua locale, in Fan-hoae-te. Nel 1878 fu nominato amministratore apostolico dell'Hupeh nord-occidentale.
Chiamato dalla fiducia di Leone XIII a reggere il vicariato apostolico dell'Hunan meridionale, l'11 novembre 1892 fu consacrato vescovo e gli fu assegnata la sede titolare di Adraa. Dopo un viaggio di ritorno in Europa, durante il quale visitò diversi luoghi francescani, e tornato in Cina, la persecuzione caratterizzò i suoi ultimi anni. Il 7 luglio 1900 venne ucciso durante una sommossa, il suo corpo fu bruciato e le ceneri disperse. Alcune reliquie - tra cui un frammento di osso donato dal beato padre Gabriele Allegra - sono conservate dal 1959 presso il Convento San Martino di Trevi al fondo della prima cappella a destra (Martinez), dipinta da Giuseppe Antonio Lomuscio.

## Culto
Beatificato da papa Pio XII e canonizzato da papa Giovanni Paolo II insieme con gli altri 119 martiri cinesi, la sua memoria liturgica cade il 7 luglio.

## Genealogia episcopale
La genealogia episcopale è:
- Cardinale Guillaume d'Estouteville, O.S.B.Clun.
- Papa Sisto IV
- Papa Giulio II
- Cardinale Raffaele Riario
- Papa Leone X
- Papa Clemente VII
- Cardinale Antonio Sanseverino, O.S.Io.Hier.
- Cardinale Giovanni Michele Saraceni
- Papa Pio V
- Cardinale Innico d'Avalos d'Aragona, O.S.Iacobi
- Cardinale Scipione Gonzaga
- Patriarca Fabio Biondi
- Papa Urbano VIII
- Cardinale Cosimo de Torres
- Cardinale Francesco Maria Brancaccio
- Vescovo Miguel Juan Balaguer Camarasa, O.S.Io.Hier.
- Papa Alessandro VII
- Cardinale Neri Corsini
- Vescovo Francesco Ravizza
- Cardinale Veríssimo de Lencastre
- Arcivescovo João de Sousa
- Vescovo Álvaro de Abranches e Noronha
- Cardinale Nuno da Cunha e Ataíde
- Cardinale Tomás de Almeida
- Cardinale João Cosme da Cunha, O.R.C.
- Arcivescovo Francisco da Assunção e Brito, O.E.S.A.
- Vescovo Alexandre de Gouveia, T.O.R.
- Vescovo Caetano Pires Pereira, C.M.
- Vescovo Gioacchino Salvetti, O.F.M.Obs.
- Vescovo Lodovico Maria Besi
- Vescovo Francesco Saverio Maresca, O.F.M.
- Vescovo Luigi Celestino Spelta, O.F.M.Ref.
- Vescovo Miguel Navarro, O.F.M.Ref.
- Vescovo Ezechias Banci, O.F.M.Ref.
- Vescovo Antonino Fantosati, O.F.M.Ref.